# Агеев, Артём Валерьевич
Артём Валерьевич Агеев (род. 24 января 1992, Серпухов, Московская область, Россия) — российский и сербский боксёр-любитель и профессионал, выступающий в полутяжёлой весовой категории. Мастер спорта России международного класса (2018), член сборной Сербии по боксу в 2020-х годах, бывший член сборной России в 2010-х годах, чемпион Европы (2022), бронзовый призёр чемпионата России (2017), многократный победитель и призёр международных и национальных турниров в любителях.
Лучшая позиция по рейтингу BoxRec — 371-я (май 2023) и являлся 9-м среди российских боксёров полутяжёлой весовой категории, — уверенно входя в ТОП-370 лучших полутяжёловесов всего мира.

## Биография
Родился 24 января 1992 года в городе Серпухов, Московской области, в России.
В детстве занимался футболом, выступая за местную команду «Автостарт».
Имеет старшего брата — Николая.

## Любительская карьера
В апреле 2008 года стал победителем в весе до 75 кг на международном турнире «Франко Благонич» в Риека (Хорватия).
В мае 2009 года стал Молодежным чемпионом России в Анапе, в весовой категории до 75 кг, в финале победив Курейша Сагова из Ингушетииа.

### 2012—2016 годы
В ноябре 2012 года участвовал в чемпионате России в Сыктывкаре, в весе до 81 кг, где он в первом бою соревнований по очкам проиграл Дмитрию Биволу — который в этом году стал чемпионом России.
В ноябре 2013 года участвовал в чемпионате России в Хабаровске, в весе до 81 кг. Где он в первом бою соревнований по очкам победил Казима Энеева, в 1/8 финала по очкам победил Евгения Воронова, но в четвертьфинале по очкам проиграл Артёму Зеленковскому, — который в итоге стал бронзовым призёром этого чемпиона России.
В августе 2014 года участвовал в чемпионате России в Ростове-на-Дону, в весе до 81 кг, где он в первом бою соревнований вновь по очкам проиграл Дмитрию Биволу — который в этом году вновь стал чемпионом России.
В ноябре 2015 года участвовал в чемпионате России в Самаре, в весе до 81 кг. Где он в первом раунде соревнований по очкам победил Сослана Асбарова, но в 1/8 финала по очкам проиграл Гамзату Газалиеву.
В ноябре 2016 года участвовал в чемпионате России в Оренбурге, в весе до 81 кг. Где он в первом поединке по очкам победил Андрея Молоканова, но в четвертьфинале досрочно техническим нокаутом в 3-м раунде проиграл Георгию Кушиташвили, — который в итоге стал бронзовым призёром этого чемпиона России.

### 2017—2018 годы
В октябре 2017 года стал бронзовым призёром чемпионата России в Грозном, в весе до 81 кг. Где он в 1/16 финала со счётом 5:0 победил Павла Силягина, в 1/8 финала со счётом 5:0 победил Сергея Мурашева, в четвертьфинале, в конкурентном бою, со счётом 5:0 победил Али Измайлова, но в полуфинале по очкам проиграл Раджабу Раджабову.
А в ноябре 2017 года он стал бронзовым призёром в весе до 81 кг международного турнира «XV Кубка мира по боксу нефтяных стран памяти Героя Социалистического Труда Ф.К. Салманова» в городе Белоярский (Ханты-Мансийский автономный округ), в полуфинале по очкам (2:3) проиграв соотечественнику Нажмутдину Шамсутдинову, — который в итоге стал победителем данного соревнования.
В мае 2018 года он стал победителем в весе до 81 кг международного турнира памяти героя Советского Союза Константина Короткова в Хабаровске, где он в финале по очкам (4:1) победил соотечественника Савелия Садому.
И в июле 2018 года после нескольких побед на международных турнирах получил спортивное звание «Мастер спорта России международного класса».

### Выступления за сборную Сербии

#### 2021—2023 годы
В мае 2022 года в Ереване (Армения), в составе Сербской сборной стал чемпионом Европы, в категории до 80 кг. Где он в четвертьфинале по очкам единогласным решением судей победил болгарина Кристияна Николова, в полуфинале по очкам решением большинства судей победил опытного хорвата Луку Плантича, и в финале также по очкам решением большинства судей победил итальянца Альфреда Комми.
В феврале 2023 года участвовал в весе до 80 кг на представительном международном турнире «Странджа» проходившем в Софии (Болгария), где он в 1/8 финала соревнований по очкам (0:5) проиграл опытному казахстанскому боксёру Бекзату Нурдаулетову.
В мае 2023 года, в Ташкенте (Узбекистан) участвовал на чемпионате мира в весе до 80 кг, где он в 1/16 финала соревнований по очкам единогласным решением судей (0:5) проиграл австралийцу Кирру Растону.

## Профессиональная карьера
22 июля 2018 года состоялся его дебют на профессиональном ринге в Серпухове, в полутяжёлом весе, когда он единогласным решением судей победил камерунца Даниэля Негата (1-17).

## Статистика профессиональных боёв
В таблице перечислены результаты всех поединков боксёров.
В каждой строке указан результат поединка. Дополнительно номер поединка обозначен цветом, который обозначает итог поединка. Расшифровка обозначений и цветов представлена в нижеследующей таблице.
| Пример | Расшифровка                     |
| ------ | ------------------------------- |
|        | Победа                          |
|        | Ничья                           |
|        | Поражение                       |
|        | Планируемый поединок            |
|        | Поединок признан несостоявшимся |
| КО     | Нокаут                          |
| ТКО    | Технический нокаут              |
| PTS    | Решение судей (по очкам)        |
| UD     | Единогласное решение судей      |
| MD     | Решение большинства судей       |
| SD     | Раздельное решение судей        |
| RTD    | Отказ от продолжения боя        |
| DQ     | Дисквалификация                 |
| NC     | Поединок признан несостоявшимся |

| 5 поединков, 5 побед (3 нокаутом). | 5 поединков, 5 побед (3 нокаутом). | 5 поединков, 5 побед (3 нокаутом). | 5 поединков, 5 побед (3 нокаутом). | 5 поединков, 5 побед (3 нокаутом).                           | 5 поединков, 5 побед (3 нокаутом). | 5 поединков, 5 побед (3 нокаутом).                    |
| Бой                                | Рекорд                             | Дата боя                           | Соперник                           | Место проведения боя                                         | Раундов, время                     | Дополнительно                                         |
| ---------------------------------- | ---------------------------------- | ---------------------------------- | ---------------------------------- | ------------------------------------------------------------ | ---------------------------------- | ----------------------------------------------------- |
| 5                                  | 5-0                                | 26 августа 2022                    | Диего Адриан Марокчи (18-7-1)      | Belgrade Waterfront Plato Arena, Калемегдан, Белград, Сербия | TKO 1 (6), 1:17                    |                                                       |
| 4                                  | 4-0                                | 20 марта 2021                      | Мобин Годарзи (0-2)                | ДС «Мегаспорт», Москва, Россия                               | KO 1 (6), 0:30                     |                                                       |
| 3                                  | 3-0                                | 20 февраля 2021                    | Сергей Баннов (1-17-4)             | Vegas City Hall, Красногорск, Московская область, Россия     | TKO 3 (4), 1:06                    |                                                       |
| 2                                  | 2-0                                | 20 декабря 2018                    | Сергей Белошапкин (10-29-1)        | ДС «Надежда», Серпухов, Московская область, Россия           | UD 4 (4)                           | Счёт: 40-35 (трижды).                                 |
| 1                                  | 1-0                                | 22 июля 2018                       | Даниэль Негат (1-17)               | Центральная площадь, Серпухов, Московская область, Россия    | UD 4 (4)                           | Счёт: 40-36 (трижды). Дебют в профессиональном боксе. |